# ان اف بي أي 70
المواصفات القياسية الكهربائية الأمريكية (بالإنجليزية: National Electrical Code)‏ (NEC) أو NFPA 70، هي مواصفات معيارية تم تبنيها إقليمياً للتركيبات الكهربائية الآمنة في الولايات المتحدة حسب الرابطة الوطنية للحماية من الحرائق. على الرغم من عدم وجود قانون ملزم بإتباع هذه المواصفات، فإن العديد من الولايات والبلديات والمدن إعتمدتها كأساس في محاولة لتوحيد طريقة تنفيذ التركيبات الكهربائية الآمنة داخل اختصاص كل منها.